# Воротский сельсовет
Воротский сельсовет — сельское поселение в Ширинском районе Хакасии.
Административный центр — село Ворота.

## История
Статус и границы сельского поселения установлены Законом Республики Хакасия от 7 октября 2004 года № 63 «Об утверждении границ муниципальных образований Ширинского района и наделении их соответственно статусом муниципального района, сельского поселения»

## Население
| 2002 | 2010 | 2012 | 2013 | 2014 | 2015 | 2016 |
| ---- | ---- | ---- | ---- | ---- | ---- | ---- |
| 747  | ↘512 | →512 | ↗532 | ↘522 | ↘494 | ↘491 |
| 2017 | 2018 | 2019 | 2020 | 2021 |      |      |
| ↘472 | ↗475 | ↘474 | ↘462 | ↘403 |      |      |

## Состав сельского поселения
В состав сельского поселения входит один населённый пункт — село Ворота.

## Местное самоуправление
Администрация
с. Ворота, Целинная,  1
Глава администрации
- Невидомский Петр Антонович